# Śmierć za życie. Symfonia ludzkości
Śmierć za życie. Symfonia ludzkości – polski czarno-biały film fabularny z 1924 roku.

## Obsada
- Jan Kucharski – książę Jerzy
- Karol Konecki – Efraim
- Józef Kotarbiński – stary książę
- Wanda Siemaszkowa – obłąkana karczmarka
- Janusz Srebrzycki – karczmarz
- Stefan Jaracz
- Wiesław Gawlikowski
- Ewa Kuncewicz
- Janina Rawicz-Skibińska
- Henryk Rzętkowski
- Edward Topolski
- Lucjan Kraszewski
- A. Szarkowski

## Opis fabuły
Młody polski książę, Jerzy i syn karczmarza, Efraim, zrozumieli doniosłość idei miłości bliźniego i znosząc tragiczne sytuacje, dążą z całym zaparciem siebie do celu. Książę zajął się wykształceniem chłopca i dzięki temu Efraim mógł zostać wielkim poetą: napisał i wystawił dramat „Symfonia ludzkości”, entuzjastycznie przyjęty przez widownię. Jerzy, pielęgnując swego przyjaciela Efraima w chorobie, zaraził się tyfusem i zmarł. Poeta zaś, choć uprzednio sporo interesował się kobietami, odrzucił rękę ukochanej, by jak doktor Judym wyruszyć w świat i krzewić ideały zgody i braterstwa ludzi.